# Santa Rosa (Lima)
El  districte de Santa Rosa  és un dels 43 districtes que conformen la Província de Lima, ubicada en el Departament de Lima. Limita al nord i a l'est amb el districte d'Ancón, al sud amb el districte de Ventanilla (Callao) i a l'oest amb l'oceà Pacífic.
El districte va ser creat el 6 de febrer de 1962 per la Llei Núm. 13982. Té una extensió de 21,5 km² i una població estimada superior als 10.000 habitants.
Entre els principals Clubs socials peruans que tenen una seu en aquest districte destaca el Club de la Unió (que té aquí la seva seu de platja).